# Sibinda (Wahlkreis)
Sibinda (auch Sibbinda) ist ein Wahlkreis in der Region Sambesi in Namibia. Verwaltungssitz ist die gleichnamige Ortschaft Sibinda. Der Kreis hat 17.100 Einwohner (Stand 2023) auf einer Fläche von 1857 km².

## Wahlen
| Wahl | Name           | Partei | Stimmenanteil |
| ---- | -------------- | ------ | ------------- |
| 1992 |                |        |               |
| 1998 | Joseph Masake  | SWAPO  | 88,9 %        |
| 2004 | Felix Mukupi   | SWAPO  | 58,9 %        |
| 2010 | Felix Mukupi   | SWAPO  | 77,1 %        |
| 2015 | Chinga Chiinga | SWAPO  | 75,2 %        |
| 2020 | Micky Lukaezi  | IPC    | 53,9 %        |